# كوثبرت ماكلين
كوثبرت ماكلين (بالإنجليزية: Cuthbert MacLean)‏ هو عسكري نيوزيلندي، ولد في 18 أكتوبر 1886 في وانجانوي في نيوزيلندا، وتوفي في 25 فبراير 1969.